# Moncalvo
Moncalvo – miejscowość i gmina we Włoszech, w regionie Piemont, w prowincji Asti.
Według danych na styczeń 2009 gminę zamieszkiwały 3332 osoby przy gęstości zaludnienia 188,7 os./1 km².